# Owain ap Hywel (Glywysing)
Pour les articles homonymes, voir Owain ap Hywel.
Owain ap Hywel est roi de Glywysing, dans le sud-ouest du pays de Galles, entre 885 environ et 930 environ.

## Biographie
Owain est le fils ainé de Hywel ap Rhys, mort vers 885-886. Peut-être ne succède-t-il pas directement à son père car son règne semble anormalement long pour cette époque, bien que son fils Morgan gouverne lui-même quarante années et que son père Hywel est réputé être mort à un âge avancé... Il est de ce fait néanmoins possible qu'ils appartiennent à une lignée de souverains parvenus à un âge remarquable.
Son règne sur le Glywysing correspond à l'époque des raids dévastateurs des vikings danois de 896 dans le sud du pays de Galles qui contraignent Owain comme son frère Arthfael, qui règne sur le Gwent, à s'associer étroitement pour leur défense avec les souverains du royaume de Wessex contre l'ennemi commun. C'est dans ce contexte qu'Owain aux côtés de 
Hywel Dda fait sa soumission au roi anglais Æthelstan en 927 après la soumission de la Northumbrie par ce dernier.
et qu'ils  « établissent la paix par serments » à Eamont Bridge près de Penrith,,. Les paiements de tributs en argent et en denrées sont déplorés par leurs bardes comme un « lourd fardeau ».

## Postérité
Son épouse était probablement  Nest ferch Rhodri Mawr. De cette union, Owain laisse trois fils qui se partagent son royaume avant qu'il soit réunifié par Morgan :
- Gruffydd (mort en 935) ;
- Cadwgan (mort en 951) ;
- Morgan (mort en 974).